# 이정우 (언론인)
이정우(1958년 ~ )는 대한민국의 YTN 대전지국 기자이다.

## 학력
- 충남대학교 경제학과 졸업

## 경력
- 1984년 연합통신 입사
- 1996년 YTN 기자 입사
- YTN 보도국 네트워크 대전팀
- YTN 사회2부 대전팀 기자